# David Kobylík
David Kobylík [ˈdavid ˈkɔ̹biliːk] (* 27. Juni 1981 in Olmütz) ist ein ehemaliger tschechischer Fußballspieler.

## Karriere
Kobylík begann seine Karriere 1987 bei Sigma Olomouc, spielte von 2002 bis 2004 bei Racing Straßburg in der ersten französischen Liga, bevor er zur Saison 2004/05 zu nach Olomouc zurückkehrte. Hier spielte Kobylík bis Sommer 2005.
Nach einer guten Saison wurde Thomas von Heesen auf ihn aufmerksam und Kobylík wechselte zu Arminia Bielefeld in die 1. Bundesliga. Mit Bielefeld absolvierte er eine gute Vorbereitung – wurde jedoch durch mehrere Verletzungen zurückgeworfen, sodass er erst zum Hinrundenfinale 2005/06 endlich sein Potenzial abrufen konnte und zu überzeugen wusste.
Im Sommer 2008 wechselte Kobylík zum zyprischen Erstligisten Omonia Nikosia, wo er jedoch nicht zum Einsatz kam. Im Januar 2009 kehrte der Mittelfeldspieler zu Sigma Olomouc zurück. Nach nur einem halben Jahr wechselte Kobylík wechselte Kobylik wieder ins Ausland; dieses Mal zum slowakischen Erstligisten MŠK Žilina. Im August 2010 wechselte der Tscheche zum damaligen polnischen Erstligisten Polonia Bytom. Mit diesem Klub stieg er 2011 aus der Ekstraklasa ab. Im Sommer desgleichen Jahres wechselte er zum österreichischen Zweitligisten TSV Hartberg.